# Esquizoanálise
A esquizoanálise é um campo de práticas e saberes inaugurado pela obra conjunta do filósofo Gilles Deleuze com o psicanalista Félix Guattari e foi formulada pela primeira vez no livro O Anti-Édipo. Esta obra inaugural consiste em uma crítica contundente à concepção psicanalítica do desejo que, segundo os dois autores, estaria atrelada à falta e à castração, em vez de verificar a possibilidade de outras formas de existência, mais distantes do Complexo de Édipo em sua formulação clássica, como elementos criativos e positivos. A crítica da esquizoanálise, assim, emerge como um questionamento ativo de duas linhas gerais de reflexão que estariam por se esgotar, a primeira seria a vertente estruturalista que, fixando-se no âmbito do simbólico, estaria promovendo o despotismo do significante, e a segunda seria a forma de pensamento ancorada na representação e na identidade, da qual se deveria libertar estabelecendo a primazia ontológica da diferença.
A esquizoanálise consiste, assim, em um campo pós-estrutural que articula diversos conhecimentos, como a Pragmática Universal, Filosofia da Diferença, Micropolítica, Estratoanálise, Nomadologia, Utopia Ativa e Pop Análise. A crítica esquizoanalítica à representação e à identidade possui íntima relação com a pragmática, de maneira que a preocupação do pensamento esquizoanalítico se desloca de uma ontologia dedicada a pensar uma suposta essência das coisas para os questionamentos sobre os seus processos de diferenciação, ou seja, grosso modo, dedica-se a pensar o funcionamento e os efeitos, mais do que a identidade e a classificação. Estes fluxos de diferenciação, por sua vez, podem ser de diversos tipos: semióticos, linguísticos, corpóreos, assignificantes, etc., de onde advém as frequentes articulações entre os diversos campos do saber. A esquizoanálise, assim, apesar das suas diversas articulações, não deve ser erroneamente conceituada como um campo meramente poético ou mesmo ideológico, dado que o primado da sua teoria é a de, agenciada ao mundo, produzir efeitos.
Uma outra forma de conceituação da esquizoanálise, é a de essa consiste em uma forma de conceber a realidade na qual os entes são compreendidos como processos, resultando em uma compreensão menos estática e mais inter-relacionada dos acontecimentos. Por exemplo, ao se propor o estudo de um currículo a partir da esquizoanálise, ele poderia ser compreendido em sua articulação com exigências familiares e profissionais, com o programa escolar e demais processos que dão sustentação para a sua existência como tal, e não de outra maneira. Em contraste a isso, outra abordagem possível seria compreendê-lo a partir de uma área de conhecimento, como um estudo administrativo, histórico, pedagógico ou de design. Na esquizoanálise, portanto, o estudo assume caráter explorativo e flexível, e as áreas de saber são convocadas em função das conexões observadas a partir de uma cartografia, que é a percepção sensível do pesquisador em campo.
Ao afastar-se da priorização do significante, a esquizoanálise permite a compreensão de que elementos como a produção, o registro e o desejo sejam observados como imanentes e produtores de realidade. Assim, sua leitura da realidade é natural, social, subjetiva e industrial-tecnológica, não separando-as em identidades por princípio. Em função disso, o ser humano é visto como controlado e mesmo produzido todo o tempo por forças que disputam suas intensidades na imanência biopolítica, promovendo agenciamentos que o cristalizam em valores e enunciados a partir de processos de subjetivação.

## Críticas à Psicanálise
A crítica esquizoanalítica à psicanálise se pauta profundamente em um debate entre materialismo e idealismo, compreendendo a psicanálise como um campo centrado nos conceitos de falta e de transcendência, e opondo a ele os conceitos de excesso e de imanência. Parte importante dessas críticas, assim, refere-se à concepção freudo-lacaniana de inconsicente que, segundo Deleuze e Guattari, é representacional e teatral, o que levaria a uma constante repetição dos mesmos problemas. Esta visão freudo-lacanina diverge, portanto, daquela proposta por eles como uma concepção produtiva do inconsciente, marcada por fluxos e intensidades. Neste sentido, estabelece-se uma crítica ao excesso de importância dado pela psicanálise da época ao Complexo de Édipo. Com isso, o lugar das teorias triangulares de subjetivação centradas na família é exposto e criticado, sendo proposto em seu lugar um processo histórico-mundial. A tentativa de inauguração de uma psicologia materialista por parte dos autores traz consigo, assim, a ideia de máquina no lugar do teatro e um campo histórico, econômico e desejante que investe o campo social sem, necessariamente, uma mediação familiar ou familista.
Em alguns momentos, pode-se notar que na obra O Anti-Édipo, tida como marco inicial do pensamento esquizoanalítico, seus autores mencionam uma reformulação interna à psicanálise, em vez de um rompimento completo. Diante da resistência apresentada à obra pelos psicanalistas franceses, entretanto, a obra Mil Platôs, escrita anos depois, assumiria uma postura mais autônoma e propositiva. Atualmente, a esquizoanálise tem-se difundido como campo autônomo à psicanálise, influenciando áreas tão diversas quanto a psicologia, a atropologia, o teatro e a literatura. Apesar disso, algumas obras indicam que existem importantes paralelismos entre ela e a psicanálise contemporânea, em parte por conta de novas leituras das obras tardias do psicanalista francês Jaques Lacan.

## Clínica
Assumindo positivamente os questionamentos à psicanálise, a clínica na perspectiva esquizoanalítica é um movimento de análise dos processos de subjetivação em suas relações com o mundo. Uma clínica construtivista que tensiona as explorações sociais e afetivas operando na ordem das micropolíticas, desconstruindo modelos de representação e ativando as potências revolucionárias do desejo. Essa clínica das diferenças contribui para a prática terapêutica com seus dispositivos de problematizações frente a discursos e saberes/fazeres. Para esta abordagem, o sujeito deve estar além de seus diagnósticos que, por vezes, podem impedi-lo de usufruir plenamente de suas potências, pois os cristalizam a identidades pouco maleáveis. Ainda possibilita olhares e ações mais da ordem da experimentação do que da interpretação, fundamentada em outros modos de singularização. Desse modo, a esquizoanálise também fornece ferramentas conceituais que podem ser acionadas por todos os profissionais da saúde, teóricos em geral e psicólogos de diversas áreas, em uma concepção que visa a ética nas relações e deseja construir novos processos terapêuticos. Apesar disso, algumas áreas são mais comumente ligadas à sua orientação filosófica.

### Esquizoanálise
Como prática clínica, a esquizoanálise, se constitui a partir de um conjunto de ferramentas que podem ser empregadas com finalidades terapêuticas. Nesse sentido, diferentemente da clínica psicanalítica clássica, suas intervenções contemplam mais comumente a abertura para a cidade e o acompanhamento terapêutico, não precisando acontecer estritamente de forma interna ao consultório. Em função de pesquisas que indicam o indivíduo como resultado de um processo de subjetivação histórico, a intervenção clínica, na esquizoanálise, por regra não se diferencia de uma intervenção também institucional. Assim, é comum que a prática clínica consista, também, em uma análise do contexto no qual aquele sujeito, indivíduo ou grupo, se constitui. 

### Esquizodrama
Baseando-se na esquizoanálise de Deleuze e Guattari, assim como em obras filosóficas e artísticas de diversos autores, como o teatro da crueldade, de Antonin Artaud, e o Psicodrama, de Jacob Levy Moreno, o esquizodrama foi criado por Gregório Franklin Baremblitt há 40 anos. Trata-se de um procedimento que pode ser utilizado em organizações, estabelecimentos e grupos, com finalidades terapêuticas, pedagógicas e organizativas, consubstanciadas em um propósito inventivo. Esta área usa o termo klínica, em vez de clínica, para destacar um processo que não é de conserto ou de retorno, mas de desvio e de produção de outras formas de vida. 

## Elementos ético-estéticos

### Compromisso com a despatologização
Influenciada pelos estudos de filósofos e historiadores como Georges Canguilhem e Michel Foucault, a esquizoanálise assume para si certo compromisso com a problematização da noção de diagnóstico. Isto porque, uma vez colocados em questão os seus efeitos, verifica-se que o seu emprego inadequado pode converter essa categoria clínica em uma identidade capaz de cristalizar uma forma adoecida do sujeito. Assim, em seu processo de análise institucional, busca-se considerar a singularidade do sofrimento humano, restringindo o papel do diagnóstico e abrindo mais espaço para uma perspectiva não generalizante, o que influencia diretamente a sua prática clínica. Há, assim, influência direta sua sobre os processos da reforma psiquiátrica, responsáveis pela denúncia das condições desumanas presentes no interior dos manicômios e na proposição de um modelo mais aberto de cuidado em saúde mental.
Embora seja influente também entre as práticas clínicas, a esquizoanálise é, antes, um conjunto de filosofias, não constituindo propriamente uma vertente clínica, mas, antes, um movimento com intuito de romper as barreiras da estrutura linguística de saberes instituídos, propondo formas mais ramificadas de conhecimento.  Assim, ela encontra lugar em estudos que pretendem romper com o diagnóstico médico que através da patologização formam o modos operandi da prática de parte da medicina e da psicologia clínica, que enfocam o ajustamento do indivíduo e o diagnóstico como ponto central. Neste sentido, o campo esquizoanalítico argumenta que tais categorias podem impedir que o sujeito se relacione com outros territórios, como no caso dos hospitais psiquiátricos, que, partindo desses pressupostos naturalizantes, findaram na produção de insalubridades e mesmo de graves violações dos Direitos humanos.